# Гоумвуд (Пенсільванія)
Гоумвуд (англ. Homewood) — місто (англ. borough) в США, в окрузі Бівер штату Пенсільванія. Населення — 104 особи (2020).

## Географія
Гоумвуд розташований за координатами 40°48′48″ пн. ш. 80°19′46″ зх. д. / 40.81333° пн. ш. 80.32944° зх. д. (40.813338, -80.329445).  За даними Бюро перепису населення США в 2010 році місто мало площу 0,44 км², уся площа — суходіл.

## Демографія
Згідно з переписом 2010 року, у селищі мешкало 109 осіб у 55 домогосподарствах у складі 32 родин. Густота населення становила 249 осіб/км².  Було 59 помешкань (135/км²).
Расовий склад населення:
| - 98,2 % — білих - 0,9 % — чорних або афроамериканців |

До двох чи більше рас належало 0,9 %. Частка іспаномовних становила 0,0 % від усіх жителів.
За віковим діапазоном населення розподілялося таким чином: 11,0 % — особи молодші 18 років, 71,6 % — особи у віці 18—64 років, 17,4 % — особи у віці 65 років та старші. Медіана віку мешканця становила 51,5 року. На 100 осіб жіночої статі у селищі припадало 105,7 чоловіків;  на 100 жінок у віці від 18 років та старших — 110,9 чоловіків також старших 18 років.
Середній дохід на одне домашнє господарство  становив 42 783 долари США (медіана — 36 875), а середній дохід на одну сім'ю — 48 897 доларів (медіана — 49 375). Медіана доходів становила 31 500 доларів для чоловіків та 30 625 доларів для жінок. За межею бідності перебувало 12,9 % осіб, у тому числі 66,7 % дітей у віці до 18 років та 0,0 % осіб у віці 65 років та старших.
Цивільне працевлаштоване населення становило 51 особа. Основні галузі зайнятості: мистецтво, розваги та відпочинок — 19,6 %, роздрібна торгівля — 15,7 %, освіта, охорона здоров'я та соціальна допомога — 15,7 %.